# کومانووو (پیروت)
کومانووو (به صربی: Kumanovo) یک منطقهٔ مسکونی در صربستان است که در پیروت واقع شده‌است. کومانووو ۳۸ نفر جمعیت دارد.